# Mlinarić
Mlinarić je priimek v Sloveniji in tujini. Po podatkih Statističnega urada Republike Slovenije je na dan[1. januarja 2010 v Slovenjiji uporabljalo ta priimek 61 oseb.  
== Znani  nosilci priimka ==
- Marko Mlinarić (*1960), hrvaški nogometaš
- Stipo Mlinarić, hrvaški politik
- Vladimir Mlinarić (*1964), hrvaško-slovenski pianist in pedagog